# Timeless Miracle
Timeless Miracle é uma banda sueca de Power Metal fundada por Mikael Holst e Fredrik Nilsson em 2001. Entretanto, eles já tocaram antes na banda "Trapped" com o baterista Kim Widfors. O trio tocou até que Kim foi para o estrangeiro e a banda acabou.
No inverno de 2003 os dois gravaram 6 demos com a ajuda de uma bateria em sua casa-estúdio. Duas semanas depois eles tiveram a oferta de uma pequena gravadora da Europa. Em busca de um lugar satisfatório para gravarem, a banda entrou em contato com a companhia RoastingHouse na Suécia. Eles gostaram das canções da banda e logo assinaram contrato.
Um amigo de muito tempo de Mikael e Fredrik, Sten Möller, foi convidado a unir forças com a banda como guitarrista. Ao mesmo tempo, Jaime Salazar ouviu uma demonstração da banda, pois faltava um baterista. Alguns dias depois, ele aceitou entrar na banda.
Em Agosto de 2004, começaram as gravações do álbum Into the Enchanted Chamber, na RoastingHouse. 

## Formação
- Mikael Holst - Vocal/Teclado
- Fredrik Nilsson - Guitarra/Teclado
- Jaime Salazar - Bateria
- Sten Möller - Guitarra

## Discografia

### Álbuns
- Into The Enchanted Chamber (2005)

### Compilações
- Melody and Power Vol (2005)

### Demos
- In The Year Of Our Lord (2002)
- The Enchanted Chamber (2003)
- The Voyage (2004)